# トゥィク州
トゥィク州(トゥィクしゅう、英語：Twic State)は、南スーダン北西部のバハル・アル・ガザール地方北東部の州。2015年成立、2020年廃止。
2014年の人口は34万3410人。
州都はマイェン・アブン。

## 隣接州
- 北：アビエイ(スーダンと南スーダンの係争地)
- 北東：ルウェン州
- 東：北部リエチュ州
- 南：ゴグリアル州
- 西：東アウェル州

## 行政区画
以下の6郡から成る。
- アウェン郡
- アコク郡
- アジャク郡
- ウンロク郡
- トゥラレイ郡
- パニョク郡